# 金在光
金 在光（キム・ジェグァン、朝鮮語: 김재광、1922年5月21日 - 1993年1月3日）は、大韓民国の政治家。第6・7・8・9・10・12・13・14代国会議員、第13代国会副議長。本貫は安東金氏、号は西剛（ソガン、서강）。

## 経歴
日本統治時代の朝鮮で忠清北道の清原郡に生まれた。1960年に建国大学校政治外交学科卒業、1968年に高麗大学校経営大学院を修了した。
1956年8月より初代・2代ソウル市議会議員を務めた後、1961年の5・16軍事クーデターで政治活動が規制された。1963年4月の第6代総選挙に西大門区甲選挙区から立候補して初当選し、その後は西大門区から恩平区を経て第14代総選挙で全国区から当選した。国会議員を合計8期務めたほか、13代国会の副議長、民主党中央常任委員、新民党中央常任委員・政策議長・院内総務・最高委員、民政党中央常任委員・ソウル第9地区党委員長・ソウル市支部副委員長・組織局長・党務委員、統一民主党大統領選挙対策本部長、民主党党務委員を歴任した。1980年12月に「政治風土刷新のための特別措置法」により政治活動が禁止されたが、1984年11月の解禁により政界に復帰した。他には国家診断研究所理事長、東亜政経研究会会長、アジア議員連盟理事、建国大学校財団理事、ソウル市議政会長を務めたことがある。
1993年1月3日、持病により71歳で死去した。